# Amolatar (district)
Le district d'Amolatar est un district d'Ouganda. Il est presque entièrement entouré par les eaux du lac Kyoga. Sa capitale est Amolatar (en).

## Géographie
Le district abrite le « monument d'Amolatar », qui marque le centre géographique de l'Ouganda. Les noms de tous les groupes ethniques du pays sont inscrits dessus.

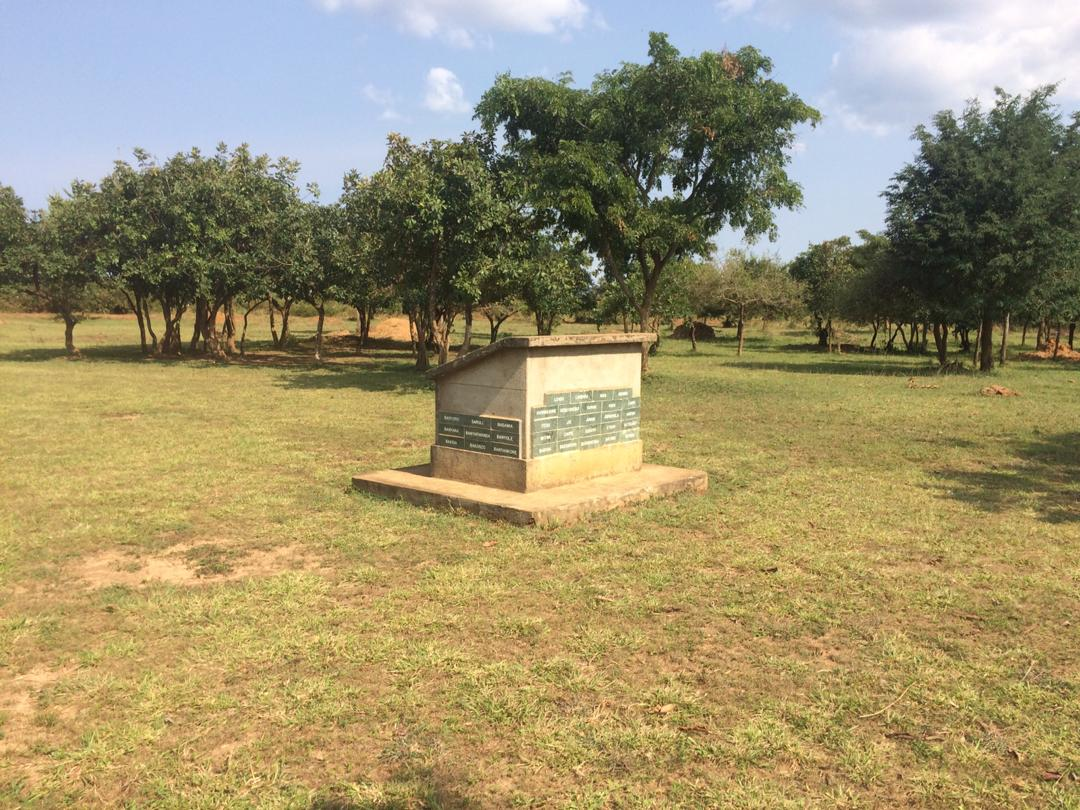
Le « monument d'Amolatar » en 2020.

## Histoire
Ce district a été créé en 2005 par séparation de celui de Lira.